# DM i mountainbike
Danmarksmesterskaberne i mountainbike er en årligt tilbagevendende begivenhed i dansk mountainbike, som startede i 1992. Fra starten blev der kun kåret en danmarksmester i disciplinen Cross-Country Olympic (XCO) for elite-herrer og herrejunior. Her kom dameeliten med i 1999, og ved mesterskaberne i 2019 blev det første mesterskab i XCO for damejunior kørt. Et mesterskab i marathon (XCM) for herrerne blev kørt første gang i 2006, og året efter fik også damerne et mesterskab på den lange distance.
Hos herrerne har Sebastian Fini rekorden med otte titler i cross-country (XCO). Annika Langvad har rekorden hos kvinderne med elleve sejre, hvoraf de ti kom i træk.

## Vindere

### Herrer cross-country (XCO)
| År                                                     | Guld                     | Sølv                | Bronze                   |
| ------------------------------------------------------ | ------------------------ | ------------------- | ------------------------ |
| Medaljevindere ved DM i cross-country (XCO) for herrer |                          |                     |                          |
| 1992                                                   | Lennie Kristensen        | Henrik Djernis      | Michael Jørgensen        |
| 1993                                                   | Henrik Djernis           | Michael Jørgensen   | Jan Erik Østergaard      |
| 1994                                                   | Henrik Djernis           | Michael Rasmussen   | Lennie Kristensen        |
| 1995                                                   | Jan Erik Østergaard      | Michael Rasmussen   | Ernst Albin Hansen       |
| 1996                                                   | Michael Rasmussen        | Ernst Albin Hansen  | Lennie Kristensen        |
| 1997                                                   | Henrik Djernis           | Lennie Kristensen   | Jan Erik Østergaard      |
| 1998                                                   | Henrik Djernis           | Jesper Agergaard    | Jan Erik Østergaard      |
| 1999                                                   | Henrik Djernis           | Jesper Agergaard    | Lennie Kristensen        |
| 2000                                                   | Henrik Djernis           | Michael Grønbech    | Peter Riis Andersen      |
| 2001                                                   | Peter Riis Andersen      | Klaus Nielsen       | Kim Petersen             |
| 2002                                                   | Thomas Bonne             | Christian Poulsen   | Klaus Nielsen            |
| 2003                                                   | Klaus Vesterlund Nielsen | Peter Riis Andersen | Peter Bech               |
| 2004                                                   | Peter Riis Andersen      | Jakob Fuglsang      | Thomas Bonne             |
| 2005                                                   | Peter Riis Andersen      | Jakob Fuglsang      | Klaus Vesterlund Nielsen |
| 2006                                                   | Jakob Fuglsang           | Peter Riis Andersen | Klaus Nielsen            |
| 2007                                                   | Peter Riis Andersen      | Jakob Fuglsang      | Klaus Nielsen            |
| 2008                                                   | Klaus Nielsen            | Christian Poulsen   | Thomas Bonne             |
| 2009                                                   | Simon Tarp Jensen        | Jens Gorm Hansen    | Benjamin Justesen        |
| 2010                                                   | Klaus Nielsen            | Jens Gorm Hansen    | Klaus Vesterlund Nielsen |
| 2011                                                   | Benjamin Justesen        | Jonas Pedersen      | Casper Saltoft           |
| 2012                                                   | Jonas Pedersen           | Benjamin Justesen   | Casper Saltoft           |
| 2013                                                   | Klaus Nielsen            | Benjamin Justesen   | Thomas Bonne             |
| 2014                                                   | Sebastian Fini           | Benjamin Justesen   | Klaus Nielsen            |
| 2015                                                   | Sebastian Fini           | Benjamin Justesen   | Niels Bech Rasmussen     |
| 2016                                                   | Simon Andreassen         | Sebastian Fini      | Klaus Nielsen            |
| 2017                                                   | Sebastian Fini           | Klaus Nielsen       | Simon Andreassen         |
| 2018                                                   | Sebastian Fini           | Simon Andreassen    | Benjamin Justesen        |
| 2019                                                   | Sebastian Fini           | Simon Andreassen    | Benjamin Justesen        |
| 2020                                                   | Simon Andreassen         | Sebastian Fini      | Alexander Young Andersen |
| 2021                                                   | Simon Andreassen         | Sebastian Fini      | Jonas Lindberg           |
| 2022                                                   | Sebastian Fini           | Tobias Lillelund    | Jonas Lindberg           |
| 2023                                                   | Sebastian Fini           | Simon Andreassen    | Jonas Lindberg           |
| 2024                                                   | Sebastian Fini           | Tobias Lillelund    | Oliver Vedersø Sølvhøj   |
| 2025                                                   |                          |                     |                          |

### Herrer marathon (XCM)
| År                                                | Guld                     | Sølv                       | Bronze                     |
| ------------------------------------------------- | ------------------------ | -------------------------- | -------------------------- |
| Medaljevindere ved DM i marathon (XCM) for herrer |                          |                            |                            |
| 2006                                              | Thomas Bonne             | Michael Gronbech           | Klaus Vesterlund Nielsen   |
| 2007                                              | Jakob Fuglsang           | Thomas Bonne               | Klaus Vesterlund Nielsen   |
| 2008                                              | Klaus Vesterlund Nielsen | Thomas Bonne               | Peter Bech                 |
| 2010                                              | Benjamin Justesen        | Jens Gorm Hansen           | Thomas Bundgaard           |
| 2011                                              | Benjamin Justesen        | Casper Saltoft             | Jens Gorm Hansen           |
| 2012                                              | Klaus Nielsen            | Benjamin Justesen          | Søren Nissen               |
| 2015                                              | Søren Nissen             | Benjamin Justesen          | Thomas Bundgaard           |
| 2017                                              | Kasper Svendsen          | Benjamin Justesen          | Niels Bech Rasmussen       |
| 2018                                              | Simon Andreassen         | Benjamin Justesen          | Thomas Bundgaard           |
| 2019                                              | Benjamin Justesen        | Niklas Petersen            | Mathias Rosenberg Pedersen |
| 2020                                              | Sebastian Fini           | Simon Andreassen           | Victor Philipsen           |
| 2021                                              | Simon Andreassen         | Mathias Rosenberg Pedersen | Benjamin Justesen          |

### Herrer cross-country short track (XCC)
| År                                                                | Guld           | Sølv                 | Bronze                 |
| ----------------------------------------------------------------- | -------------- | -------------------- | ---------------------- |
| Medaljevindere ved DM i cross-country shorttrack (XCC) for herrer |                |                      |                        |
| 2022                                                              | Jonas Lindberg | Sebastian Fini       | Simon Andreassen       |
| 2023                                                              | Sebastian Fini | Gustav Heby Pedersen | Simon Andreassen       |
| 2024                                                              | Sebastian Fini | Tobias Lillelund     | Oliver Vedersø Sølvhøj |
| 2025                                                              |                |                      |                        |

### Damer cross-country (XCO)
| År                                                    | Guld                    | Sølv                          | Bronze                    |
| ----------------------------------------------------- | ----------------------- | ----------------------------- | ------------------------- |
| Medaljevindere ved DM i cross-country (XCO) for damer |                         |                               |                           |
| 1995                                                  | Lotte Bak               | Sanne Schmidt                 | Ann Svendsgaard Mathiesen |
| 1996                                                  | Lotte Schmidt           | Maiken Jørgensen              | Helle DeLeva              |
| 1997                                                  | Lotte Schmidt           | Nadine Bruhn                  | Melina Rasmussen          |
| 1998                                                  | Nadine Bruhn            | Pernille Hansen               | Birte Dabelstein          |
| 1999                                                  | Nadine Bruhn            | Susanne Berg                  | Lotte Schmidt             |
| 2001                                                  | Mette Fischer Andreasen | Lotte Schmidt                 | Lis Jacobsen              |
| 2002                                                  | Mette Andersen          | Silja Stadler                 | Lotte Schmidt             |
| 2003                                                  | Mette Andersen          | Dorte Lohse Rasmussen         | Lis Jacobsen              |
| 2004                                                  | Mette Andersen          | Lis Jacobsen                  | Sandra Dolcerocca         |
| 2005                                                  | Julie Bollerup          | Sandra Dolcerocca             | Kariatta Esther Koroma    |
| 2006                                                  | Sandra Dolcerocca       | Anna-Sofie Nørgaard           | Kristine Nørgaard         |
| 2007                                                  | Sandra Dolcerocca       | Kristine Nørgaard             | Anna-Sofie Nørgaard       |
| 2008                                                  | Marie Larsen Kunst      | Sandra Dolcerocca             | Annika Langvad            |
| 2009                                                  | Annika Langvad          | Signe Diana Strandvig         | Mette Marie Kronborg      |
| 2010                                                  | Annika Langvad          | Mette Marie Kronborg          | Nikoline Hansen           |
| 2011                                                  | Annika Langvad          | Rikke Kornvig                 | Tine Vogt                 |
| 2012                                                  | Annika Langvad          | Rikke Kornvig                 | Helle Qvortrup Bachmann   |
| 2013                                                  | Annika Langvad          | Helle Qvortrup Bachmann       | Vanessa Salinas           |
| 2014                                                  | Annika Langvad          | Lisette Rosenbeck Christensen | Julie Solbjerg Appel      |
| 2015                                                  | Annika Langvad          | Malene Degn                   | Helle Haugaard Jessen     |
| 2016                                                  | Annika Langvad          | Malene Degn                   | Maj Thomsen               |
| 2017                                                  | Annika Langvad          | Malene Degn                   | Maj Thomsen               |
| 2018                                                  | Annika Langvad          | Malene Degn                   | Caroline Bohé             |
| 2019                                                  | Malene Degn             | Maj Thomsen                   | Viktoria Smidth Knudsen   |
| 2020                                                  | Annika Langvad          | Malene Degn                   | Ann-Dorthe Lisbygd        |
| 2021                                                  | Caroline Bohé           | Malene Degn                   | Ann-Dorthe Lisbygd        |
| 2022                                                  | Caroline Bohé           | Sofie Heby Pedersen           | Malene Degn               |
| 2023                                                  | Sofie Heby Pedersen     | Caroline Bohé                 | Malene Degn               |
| 2024                                                  | Sofie Heby Pedersen     | Caroline Bohé                 | Malene Degn               |
| 2025                                                  |                         |                               |                           |

### Damer marathon (XCM)
| År                                               | Guld                    | Sølv                          | Bronze                      |
| ------------------------------------------------ | ----------------------- | ----------------------------- | --------------------------- |
| Medaljevindere ved DM i marathon (XCM) for damer |                         |                               |                             |
| 2006                                             | Kristine Nørgaard       | Anna-Sofie Nørgaard           | Marie Larsen Kunst          |
| 2007                                             | Marie Larsen Kunst      | Anna-Sofie Nørgaard           | Helle Qvortrup Bachmann     |
| 2008                                             | Kristine Nørgaard       | Annika Langvad                | Marie Larsen Kunst          |
| 2010                                             | Rikke Kornvig           | Anne Thorbjørn                | Tine Maria Henriksen        |
| 2011                                             | Rikke Kornvig           | Helle Qvortrup Bachmann       | Cathrine Grage              |
| 2015                                             | Maj Thomsen             | Lisette Rosenbeck Christensen | Helle Haugaard Jessen       |
| 2017                                             | Marlene Jakobsen        | Maj Thomsen                   | Anna-Sofie Nørgaard         |
| 2018                                             | Annika Langvad          | Ann-Dorthe Lisbygd            | Maj Schneider Thomsen       |
| 2019                                             | Camilla Søgaard         | Ann-Dorthe Lisbygd            | Viktoria Smidth Knudsen     |
| 2020                                             | Annika Langvad          | Ann-Dorthe Lisbygd            | Viktoria Smidth Knudsen     |
| 2021                                             | Kirstine Holt           | Viktoria Smidth Knudsen       | Ann-Dorthe Lisbygd          |
| 2022                                             | Viktoria Smidth Knudsen | Ann-Dorthe Lisbygd            | Klara Sofie Skovgård Hansen |

### Damer cross-country short track (XCC)
| År                                                                | Guld                | Sølv                | Bronze                      |
| ----------------------------------------------------------------- | ------------------- | ------------------- | --------------------------- |
| Medaljevindere ved DM i cross-country short track (XCC) for damer |                     |                     |                             |
| 2022                                                              | Caroline Bohé       | Sofie Heby Pedersen | Malene Degn                 |
| 2023                                                              | Sofie Heby Pedersen | Malene Degn         | Klara Sofie Skovgård Hansen |
| 2024                                                              | Sofie Heby Pedersen | Caroline Bohé       | Julie Lillelund             |